# Pteropyx sugonjaevi
Pteropyx sugonjaevi är en insektsart som beskrevs av Alexander Fyodorovich Emeljanov 1972. Pteropyx sugonjaevi ingår i släktet Pteropyx och familjen dvärgstritar. Inga underarter finns listade i Catalogue of Life.